# Gare de Souk El Had
Pour les articles homonymes, voir Bouira (homonymie).
La gare de Souk El Had est une gare ferroviaire algérienne située sur le territoire de la commune de Souk El Had, dans la wilaya de Boumerdès.

## Situation ferroviaire
La gare est située à l'ouest de la ville de Souk El Had, sur la ligne d'Alger à Skikda, où elle est précédée de la gare de Thénia et suivie de celle de Beni Amrane.

### Accueil

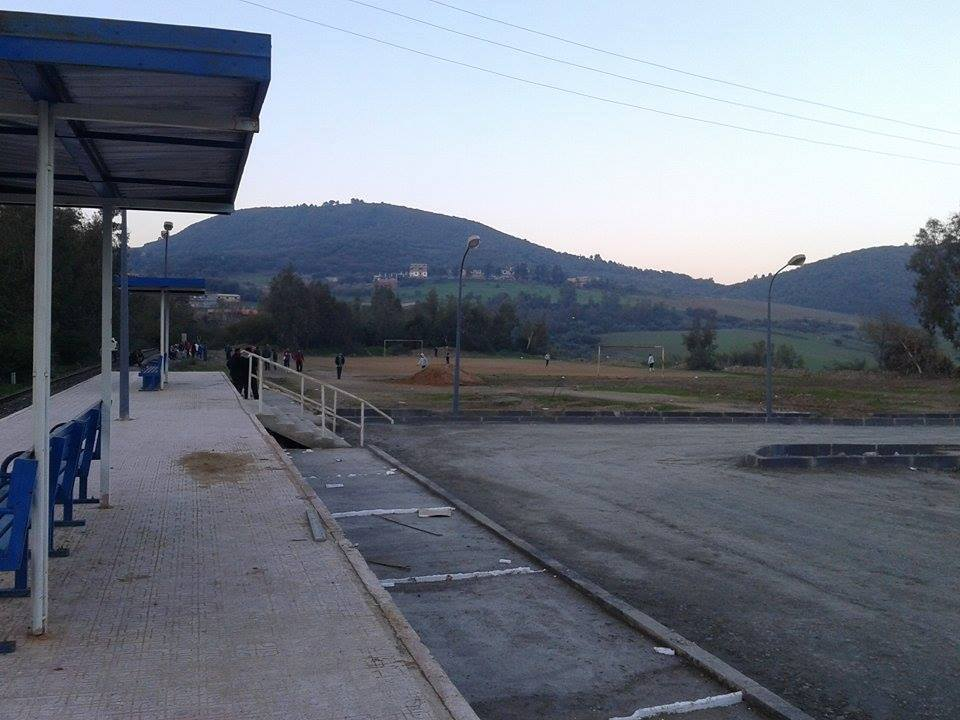
Vue du quai de la gare de Souk El Had.

## Service des voyageurs

### Desserte
La gare de Souk El Had est desservie par les trains régionaux de la liaison Alger - Bouira.